# Renseignement mesure et signature

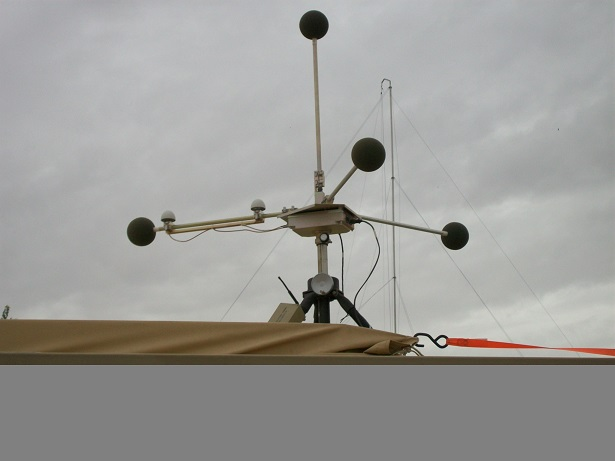
Capteur acoustique MASINT UTAMS des forces armées américaines en 2010.

Le Renseignement mesure et signature en anglais measurement and signature intelligence (MASINT) est une branche technique de collecte de renseignement, qui sert à détecter, suivre, identifier ou décrire les caractéristiques distinctives (signatures) de sources cibles fixes ou dynamiques. Cela comprend souvent le renseignement radar, le renseignement acoustique, le renseignement nucléaire et le renseignement chimique et biologique.
MASINT est défini comme une intelligence scientifique et technique dérivée de l'analyse des données obtenues à partir d'instruments de détection dans le but d'identifier toute caractéristique distinctive associée à la source, à l'émetteur ou à l'expéditeur, afin de faciliter la mesure et l'identification de ce dernier,.

## Description
Parmi les applications, on compte les satellites d'alerte précoce.

## États-Unis
- Projet Mogul